# Паклино (Алтайский край)
Паклино — село в Баевском районе Алтайского края России. Административный центр Паклинского сельсовета.

## История
Согласно «Списку населённых мест Сибирского края», в 1928 году в селе функционировали школа и лавка общества потребителей, имелось 478 хозяйств, проживало 2230 человек (в основном — украинцы). В административном отношении Паклино являлось центром сельсовета Баевского района Каменского округа Сибирского края.

## География
Село находится в северо-западной части Алтайского края, в лесостепной приобской зоне, на левом берегу реки Кулунда, на расстоянии примерно 24 километров (по прямой) к юго-востоку от села Баево, административного центра района. Средняя температура января −18,7 °C, июля — +19,4 °C. Годовое количество осадков — 330 мм.
На север и запад от села местность сильно заболочена, в пойме реки Кулунда много озёр: Лебяжье, Подувальное, Мочище. На юге от села находятся Кузькины озёра.

## Население
| 1926 | 1997 | 1998 | 1999 | 2000 | 2001 | 2002 |
| ---- | ---- | ---- | ---- | ---- | ---- | ---- |
| 2230 | ↘502 | ↘490 | ↘483 | ↘461 | ↘437 | ↗471 |
| 2003 | 2004 | 2005 | 2006 | 2007 | 2008 | 2009 |
| ↘448 | ↘427 | ↘419 | ↘387 | ↘376 | ↘352 | ↘328 |
| 2010 | 2011 | 2012 | 2013 |      |      |      |
| ↗332 | ↘329 | ↘326 | ↘306 |      |      |      |

Согласно результатам переписи 2002 года, в национальной структуре населения русские составляли 98 %.

## Инфраструктура
В селе функционирует основная общеобразовательная школа.

## Улицы
Уличная сеть села состоит из 7 улиц и 1 переулка.